# Протектор (элемент шины)
Протектор (от лат. protector — тот, кто прикрывает, защищает) — элемент шины (покрышки) колеса, предназначенный для защиты внутренней части шины от проколов и повреждений, а также для формирования оптимального пятна контакта шины.

## Разновидности
Существуют несколько типов протекторов: внедорожные, с высоким рисунком и мощными грунтозацепами; универсальные, подходящие для езды по пересечённой местности и по асфальту; гладкие (слики и полуслики), предназначенные для езды в основном по укатанным трассам. Также протекторы разделяются по особенностям расположения блоков: симметричные, асимметричные, направленные и ненаправленные. Симметричные монтируются согласно знаку направленности (rotation), а асимметричные — согласно маркировкам outside (внешняя сторона) и inside (внутренняя сторона). Шины с симметричным протектором для левой и правой сторон автомобиля одинаковы.
Шины различные по сезону имеют также и различную конструкцию протектора. Одним из основных элементов протектора зимних шин являются так называемые ламели. Они применяются в производстве шины ещё с начала 1960-х годов и представляют собой узкие надрезы на блоках протектора шины. Ламели постоянно модифицируются и функционально улучшаются, и каждый производитель шин имеет хотя бы один патент на зимние ламели. Именно ламели помогают протектору цепко держаться на льду и укатанном снегу. Для зимы также предназначены и шины с ошипованным протектором. Протектор летних шин более жёсткий и его основной задачей является сцепление на сухой и мокрой дороге.

## Безопасность
Так как одной из функций протектора является придание автомобилю устойчивости и управляемости, существуют ограничения по износу протектора. В частности, в законодательствах ряда стран указана минимальная допустимая глубина протектора в 1,6 мм. Современные шины имеют специальные выступы в канавках протектора — индикаторы износа. Когда поверхность шины стирается до уровня этих индикаторов, шина непригодна к дальнейшей эксплуатации.